# Le Grand Meaulnes
Pour les articles homonymes, voir Le Grand Meaulnes (homonymie).
Le Grand Meaulnes est un roman d'Alain-Fournier publié en 1913 chez Émile-Paul Frères. Il avait été auparavant publié en feuilleton dans la NRF de juillet à octobre 1913.
Le roman évoque deux couples aux destins croisés : d'une part Augustin Meaulnes, qui lors d'une noce à laquelle il participe par hasard tombe amoureux de la jeune Yvonne de Galais ; d'autre part Frantz de Galais, frère d'Yvonne, qui doit épouser Valentine Blondeau, mais celle-ci quitte son fiancé le jour du mariage. Augustin Meaulnes souhaite absolument retrouver Yvonne et tente de réunir Frantz et Valentine. Le meilleur ami de Meaulnes est François, le narrateur du roman.
Le roman est l'œuvre littéraire française la plus traduite et lue dans le monde juste après Le Petit Prince. Il totalisait à la fin du XXe siècle plus de quatre millions d'exemplaires vendus en format de poche.

## Personnages

### Personnages principaux
- Augustin Meaulnes : adolescent de 17 ans (début du récit), grand et mystérieux. Aimant l'aventure et admiré par ses camarades de classe, il les emmène dans les rues du bourg après les cours.
- François Seurel : adolescent de 15 ans (début du récit), calme et posé, il est le narrateur du roman. Il est le seul ami de Meaulnes. Ses deux parents sont instituteurs dans l'école où il étudie.
- Yvonne de Galais : jeune femme dont Augustin Meaulnes tombe amoureux.
- Frantz de Galais : fiancé de Valentine Blondeau ; frère d'Yvonne de Galais, qui le qualifie de casse-cou et d'insouciant.
- Valentine Blondeau : fiancée de Frantz de Galais.

### Personnages secondaires
- M. Seurel : père de François, il est instituteur de l'école de Sainte-Agathe. Il dirige le cours supérieur et la préparation au certificat d'études.
- Millie (Mme Seurel) : mère de François, épouse de Monsieur Seurel et institutrice. Elle dirige la petite classe de l'école de Sainte-Agathe.
- Mme Meaulnes : au début du roman, elle amène son fils Augustin à l'école de Sainte-Agathe et le présente aux instituteurs.
- M. de Galais : vieux père d'Yvonne et de Frantz de Galais.
- Tante Moinel : vieille dame qui aide François Seurel à retrouver Valentine Blondeau.
- Ganache : jeune bohémien de 15 ans, ami de Frantz de Galais.
- Florentin : oncle de François Seurel.
- Jasmin Delouche : le plus vieil élève de l'école de Sainte Agathe, ennemi de Meaulnes, inconséquent, bavard, curieux et jaloux.
- La « petite fille » : à la fin du roman, fille de Meaulnes ; son prénom n'est pas précisé.

## Résumé
Le roman est formellement divisé en trois parties.

### Première partie
La première partie est composée de 17 courts chapitres.
Le narrateur, François Seurel, raconte l’histoire d’Augustin Meaulnes, ancien camarade de classe devenu son ami. On est au sein des années 1890, à Sainte-Agathe (village fictif) en Sologne : Augustin est mis en pension par sa mère chez les Seurel. Ainsi François, 15 ans, et Augustin, 17 ans, deviennent amis et suivent le cours supérieur de Sainte-Agathe, petit village du Haut-Berry inspiré d'Épineuil-le-Fleuriel, et, comme lui, situé par l'auteur dans le Cher, près de Vierzon. En raison de son âge, de sa taille et de son caractère, Augustin s'impose vite au sein de la communauté scolaire. Arrivé en novembre, il devient rapidement le centre des regards des jeunes gens de l'école (chapitres 1 et 2).
Une semaine avant Noël, en plein décembre, lorsque le père de François demande aux enfants qui accompagnera François pour récupérer à la gare de Vierzon les grands-parents de François, tout le monde pense que Meaulnes sera désigné. Ne l’étant pas, Meaulnes quitte la pension et l'école. Il ne reviendra que trois jours après. Ce n'est qu'en février suivant qu'il racontera à François l'étrange aventure qu'il a vécue pendant ces quelques jours (chapitres 3 à 7).
Lors de l'escapade, Augustin Meaulnes s'était perdu et était arrivé par hasard dans un « domaine mystérieux » où se déroulait une fête étrange, poétique et pleine d'enfants. Le château bruissait de jeux et de danses, et plein d'enfants, tous déguisés, semblaient y faire la loi. Meaulnes avait appris que cette fête était donnée à l’occasion du mariage de Frantz de Galais et de sa fiancée Valentine Blondeau. Parmi les festivités, des promenades en barque sur un lac étaient proposées aux invités. Meaulnes y avait rencontré une jeune fille, Yvonne de Galais, la sœur de Frantz. Il en était tombé instantanément amoureux mais n'avait fait que la croiser plusieurs fois ; par la suite il l'avait perdue de vue. Quant au mariage prévu, il n'avait finalement pas eu lieu car Valentine, la fiancée de Frantz, avait disparu : elle avait finalement refusé de l'épouser (chapitres 8 à 15).
Les membres de la fête s'étaient dispersés et Frantz, désespéré, rencontrant brièvement Meaulnes, lui avait annoncé qu'il laissait à sa sœur Yvonne un mot d'adieu. Meaulnes avait bénéficié de la gentillesse d'un participant à la noce qui l'avait ramené non loin de Sainte-Agathe (chapitres 16 et 17).

### Deuxième partie
La deuxième partie est composée de 12 courts chapitres.
Revenu à sa vie d’étude, Meaulnes n’a plus qu’une idée en tête : retrouver le « domaine mystérieux » et la jeune fille dont il est tombé amoureux. Ses recherches restent infructueuses, jusqu'au jour où les deux garçons se lient d'amitié avec un jeune bohémien, dont l'identité est inconnue, accompagné d'un autre bohémien prénommé Ganache. Le bohémien révèle à Meaulnes l'adresse d'Yvonne de Galais à Paris, là où elle se rend aux vacances de Pâques, de Pentecôte, d'été et parfois de Noël. Le bohémien révèle son identité : c'est Frantz de Galais. Il leur fait jurer de répondre à son appel quand il aura besoin d'eux (chapitres 1 à 6).
À la suite de vols de poule effectués par Ganache dans le village, Frantz a disparu. Meaulnes décide alors de partir étudier à Paris, et tente à nouveau de retrouver Yvonne en se basant sur l'adresse communiquée par Frantz. Ses recherches sont vaines. Les mois passent, et François n'a plus de nouvelles de son ami, ne recevant au total que trois lettres laconiques. On arrive ainsi à l'hiver : Meaulnes est parti depuis six mois (chapitres 7 à 12).

### Troisième partie
La troisième partie est composée de 16 courts chapitres et d'un épilogue.
On est au mois d'août. Un peu par hasard François, bientôt instituteur, entend parler du Domaine des Sablonnières, qu'il identifie comme étant le « Domaine mystérieux » dans lequel Meaulnes avait rencontré Yvonne et Frantz. Les choses ont bien changé en 18 mois : la propriété du vieux Monsieur de Galais a été vendue, plusieurs bâtiments ont été abattus et le domaine tombe en déshérence. C'est ainsi que François retrouve la piste d'Yvonne de Galais et la rencontre. Il est saisi par sa beauté et son charme (chapitres 1 et 2).
Dans la foulée, François rencontre son oncle et sa tante, les Moinel, qui avaient rencontré la jeune Valentine alors qu'elle venait de renoncer au mariage avec Frantz et qui l'avaient recueillie durant l'hiver, la jeune femme travaillant comme couturière. Elle leur avait raconté la rupture des noces et le fait qu'elle avait annoncé à son fiancé qu'elle en aimait un autre (ce qui était faux). Elle les avait quittés au printemps et vit désormais à Paris, sur l'île de la Cité, où elle continue son métier de couturière (chapitre 3).
Après avoir vécu plusieurs mois à Paris pour tenter de retrouver Yvonne de Galais, Meaulnes est revenu désespéré à La Ferté-d'Anguillon, village situé non loin de Sainte-Agathe. François va voir son ami et immédiatement Meaulnes lui parle d'une « faute à réparer » qui le mine. Il envisage de faire un « grand voyage » pour réaliser ses plans qu'il ne révèle pas à François. Ce n'est qu'après ces déclarations de Meaulnes que François lui annonce qu'il a retrouvé Yvonne (chapitre 4).
François et Meaulnes se rendent au village où réside Yvonne. Meaulnes retrouve la jeune femme alors qu'elle est montée sur son vieux cheval Bélisaire et qu'elle participe à une réunion de villageois qui font une fête champêtre (une « partie de plaisir »). Les retrouvailles sont charmantes et pleines d'espoir. La journée se passe sous d'agréables auspices et le soir même, Meaulnes propose à Yvonne de l'épouser (chapitres 5 et 6).
Plusieurs mois ont passé et l'on est au mois de février de l'année suivante. Meaulnes et Yvonne se sont fiancés dès septembre, et le mariage a lieu en plein hiver, deux ans après la première rencontre entre les jeunes gens. Tout semble aller le mieux du monde entre eux (chapitre 7).
Mais Frantz vient rappeler à François et à Meaulnes leur promesse faite deux ans auparavant : lui venir en aide puisqu'il cherche vainement sa fiancée Valentine. François, qui n'avait plus revu Frantz pendant cette période, n'avait jamais pu révéler à Frantz que Valentine vivait à Paris près de la cathédrale Notre-Dame. Il lui propose de revenir dans un an. François parle du retour de Frantz à Meaulnes, mais ce dernier est perturbé par le secret qui le hante. Le lendemain du mariage avec Yvonne, Meaulnes quitte le domicile conjugal (chapitres 8 et 9).
Plusieurs mois se passent sans nouvelles de Meaulnes. François est devenu un proche ami d'Yvonne qu'il rencontre fréquemment et dont il est devenu le confident. Yvonne informe François qu'elle est enceinte de Meaulnes et que ce dernier avait quitté le domicile conjugal avec son accord (chapitres 10 et 11).
Devenu instituteur titulaire, François est informé de l'accouchement d'Yvonne. Lorsqu'il arrive au domicile de la jeune femme, celle-ci vient de mourir en couches d'une embolie pulmonaire, laissant une petite fille (dont le prénom ne sera jamais précisé). François aide à descendre le corps de la jeune femme pour l'insérer dans le linceul : « Ce goût de terre et de mort, ce poids sur le cœur, c'est tout ce qui reste pour moi de la grande aventure, et de vous, Yvonne de Galais, jeune femme tant cherchée, tant aimée » (chapitre 12).
Quelques semaines après, le père d'Yvonne et Frantz, déjà vieux et malade, meurt lui-aussi, laissant François devenir légataire universel des biens de la famille et tuteur de la petite fille jusqu'au retour de son fils Frantz ou de son gendre Augustin Meaulnes. François s'occupe du mieux possible de la fille d'Yvonne et Meaulnes, la considérant quasiment comme sa propre fille. Il découvre alors les carnets autobiographiques de Meaulnes, qui lui apprennent certains éléments d'information sur la vie du jeune homme à Paris 18 mois auparavant (chapitre 13).
Les carnets de Meaulnes révèlent que lorsqu'il s'était rendu à Paris pour y chercher Yvonne, Meaulnes avait rencontré Valentine Blondeau, l'ex-fiancée de Frantz. Tous deux surveillaient le domicile présumé d'Yvonne : Meaulnes pour retrouver l'élue de son cœur, Valentine dans l’espoir d'y retrouver Frantz. Mais ne l'ayant jamais rencontrée auparavant, il ne savait pas qui elle était. Il en était tombé amoureux et une idylle était née entre eux. Mais quelques semaines après leur rencontre, alors que Valentine avait accepté de quitter son métier de couturière et avait accepté d'épouser Meaulnes, ils avaient découvert que tous deux venaient de la Sologne et qu'ils connaissaient Frantz : Valentine en tant qu'ex-fiancée, Meaulnes en tant qu'ami. Leur idylle s'était arrêtée net, aucun des deux ne pouvant supporter l'idée d'approfondir cette liaison. Rongé par le regret de ne jamais avoir revu Yvonne et par le remords d'être tombé amoureux de l'ex-fiancée de Frantz, Meaulnes était donc retourné chez sa mère à La Ferté-d'Anguillon. Mais il s'était promis de retrouver Frantz et Valentine et de les aider à renouer : il avait prévu de remuer ciel et terre pour réunir les deux jeunes gens. C'était à ce moment-là que François lui avait annoncé qu'il avait retrouvé la trace d'Yvonne, et que Meaulnes avait retrouvé celle dont il était tombé amoureux avant Valentine (chapitres 14 à 16).
Alors que la fille d'Yvonne et de Meaulnes vient d'avoir un an, le grand Meaulnes revient au Domaine de la Sablonnière. Durant sa longue absence, il est parvenu à retrouver Frantz et Valentine et à rabibocher le couple de telle manière qu'on parle de mariage entre eux. Ayant le sentiment du devoir accompli, Meaulnes est donc revenu chez lui. C'est avec une infinie tristesse que François lui apprend la mort d'Yvonne un an auparavant et la naissance d'une fillette. Et devant Meaulnes qui avait disparu depuis 18 mois sans donner la moindre nouvelle, ni à son épouse Yvonne, ni à son ami François, et face à cette petite fille dont Meaulnes ignorait l'existence, François, qui considérait la petite fille quasiment comme la sienne, a le sentiment que Meaulnes « était revenu pour me la prendre. Et déjà je l'imaginais, la nuit, enveloppant sa fille dans un manteau, et partant avec elle pour de nouvelles aventures » (épilogue).

## Lieux de l'action

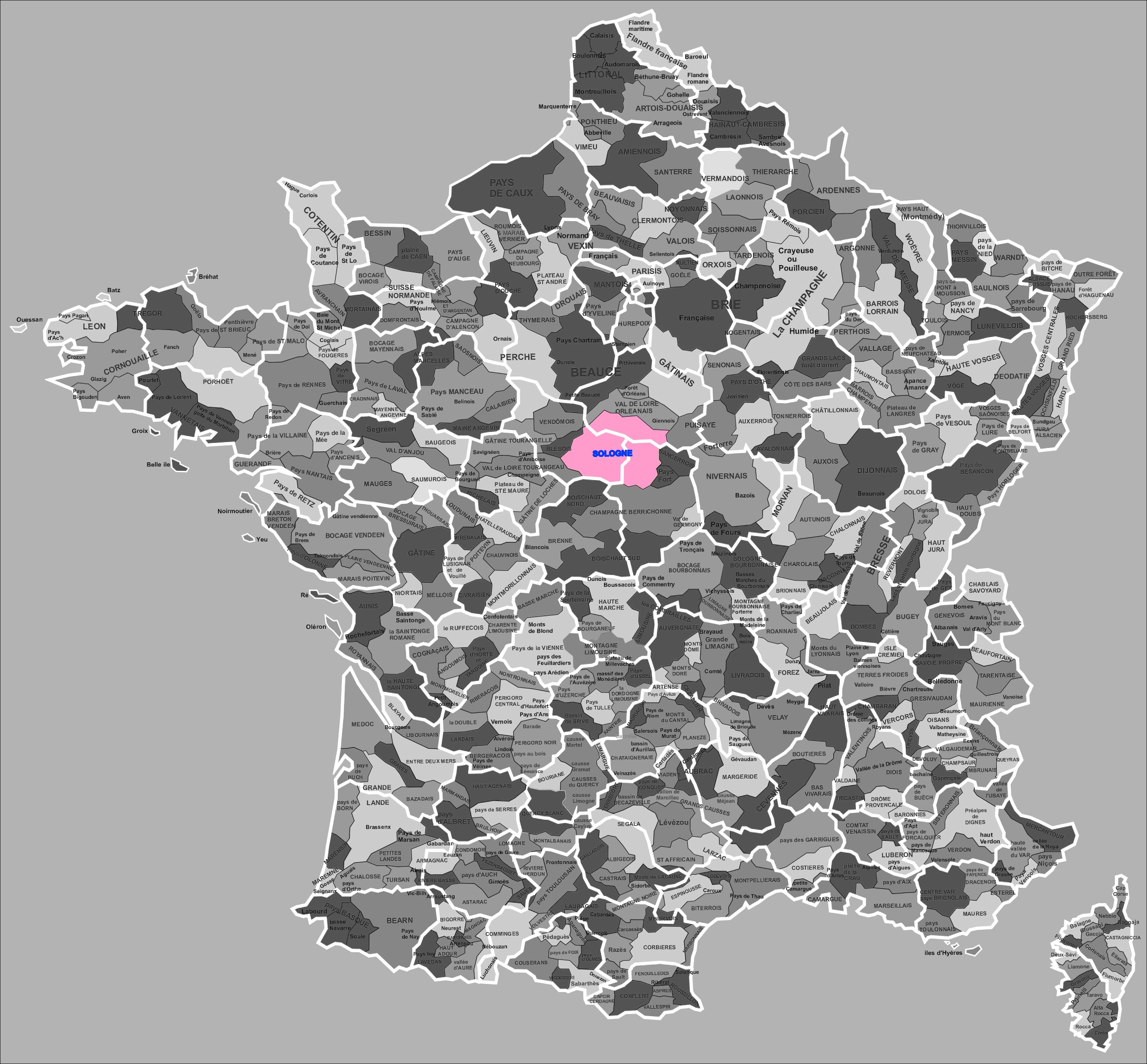
La Sologne sur une carte de France (en rose).

Alain-Fournier situe l’action de son roman en Sologne, sa région natale. Il s’est inspiré du village d’Épineuil-le-Fleuriel à l’extrémité sud-est du Cher où l’on retrouve tous les lieux du cours supérieur de « Sainte Agathe ».
Le « pays perdu » et le domaine des Sablonnières se trouveraient probablement entre le Vieux-Nançay et La Chapelle-d'Angillon, lieu de naissance d’Alain-Fournier, où, à la sortie nord du village, un hameau porte le nom des Sablonnières.

## Postérité
Alain-Fournier étant mort pour la France en 1914, ses héritiers ont bénéficié des prorogations de guerre et le roman n'est entré dans le domaine public qu'en septembre 2009.

### Distinction
Le Grand Meaulnes est classé à la 9e place au sein des cent livres du siècle établi en 1999 par des journalistes du Monde et des libraires de la Fnac.

### Suite
Guillaume Orgel a écrit une suite au Grand Meaulnes, intitulée La Nuit de Sainte-Agathe, publiée en 1988 au Cherche midi.

### Adaptations

#### Au cinéma
- Le Grand Meaulnes de Jean-Gabriel Albicocco, sorti en 1967
- Le Grand Meaulnes de Jean-Daniel Verhaeghe, sorti en 2006.

#### Au théâtre
- 1992 : Un Grand Meaulnes, création et mise en scène de Wladyslaw Znorko, Théâtre des Célestins, Lyon (Tournée : Brest, La Rochelle, Sartrouville, Montpellier, Bourges, Dunkerque, Chambéry, Tarbes, Valence, Sceaux)
- 2013 : La Fête étrange (fantaisie dramatique en cinq actes), adaptation et mise en scène d'Olivier Dhénin, Théâtre de la Coupe d'Or, Rochefort, Célébrations nationales du Centenaire du Grand Meaulnes
- 2017 : Les Gens du Domaine-sans-nom, cantate scénique à cinq voix d'Olivier Dhénin, mise en scène de l'auteur, Château de Trie
- 2019 : Meaulnes (et nous l'avons été si peu), adaptation et mise en scène de Nicolas Laurent (CDN de Besançon, Théâtre de Sartrouville, Scène nationale de Montbéliard)

#### En bande dessinée
En 2011, Bernard Capo adapte Le Grand Meaulnes en bande dessinée, avec l'autorisation d'Agathe Corre-Rivière, petite-nièce d'Alain-Fournier. On y retrouve les campagnes françaises d'avant la Première Guerre mondiale par les dessins de l'école, du village, ou encore du château d'Yvonne de Galais. Parue chez Casterman, la bande dessinée est rééditée par les éditions BulleBerry en 2017.

### Bibliophilie
- Le Grand Meaulnes, 41 illustrations de Berthold Mahn, 1 051 exemplaires numérotés, collection « Les gloires littéraires », Éditions du Nord, Bruxelles, 1933.
- texte lus : Jean-Yves Ribault, Pays d'Alain Fournier-paysages du grand Maulnes : passages choisis et lu des correspondances d'Alain Fournier et du Grand Maulnes, Bourges, Double-Coeur, novembre 2006 (ISBN 2 9520 394 1 0), p. 70 et un CD

### Le Grand Meaulnesdans la musique
- C’est par les musiques de film que Le Grand Meaulnes a d’abord été illustré : en 1936, Maxime Jacob, devenu Dom Clément Jacob, écrit la musique du projet de film d’André Barsacq qui ne sera jamais réalisé. En 1966, Jean-Pierre Bourtayre écrit, pour le film de Jean-Gabriel Albicocco, la musique et une chanson qu’interprète Richard Anthony, Pour toi, Grand Meaulnes d’Angillon. En 2006, Philippe Sarde compose la musique du film de Jean-Daniel Verhaeghe.
- Michel Bosc a écrit une symphonie, sa quatrième, intitulée Le Grand Meaulnes.
- Rudolf Escher, compositeur néerlandais, écrit, en 1951, un Hymne du Grand Meaulnes[11].
- Le groupe français de cold et dark wave Collection d'Arnell-Andréa, né à la fin des années 80, s'est beaucoup inspiré de l'univers du Grand Meaulnes pour composer ses premiers albums (Un automne à Loroy en 1989 ; Au Val des Roses en 1990 ; Les Marronniers en 1992...). Avec la voix éthérée de Chloé Saint-Liphard, la chanteuse, et les instruments à cordes comme le violoncelle, l'alto et le piano, nous retrouvons cette ambiance poétique et romantique de la Sologne et les chemins ombrageux menant la carriole d'Augustin au domaine des Sablonnières.

#### Chanson française
- Dans Le Surveillant Général, Michel Sardou chante, sur une musique de Jacques Revaux :

En ce temps-là,

je lisais Le Grand Meaulnes

et après les lumières,

je me faisais plaisir,

je me faisais dormir.

Je m'inventais un monde

rempli de femmes aux cheveux roux ;

j'ai dit de femmes, pas de jeunes filles.
- Je vous ai bien eus du même Sardou commence par :

Je sortais tout droit du Grand Meaulnes avec mes airs d'adolescent…
- Dans La Mère à Titi, Renaud chante :

Sur la télé qui trône

Un jour j'ai vu un livre

J'crois qu'c'était Le Grand Meaulnes

Près d'la marmite en cuivre.
- Dans Les Valses de Vienne, François Feldman chante :

Et nos chagrins de môme

Dans les pages du Grand Meaulnes
- Dans L'École, Marcel Amont se souvient de l'école de son enfance :

Ce n'était pas celle du Grand Meaulnes

Mais c'était mon école.
- Claude Barzotti évoque ce classique dans sa chanson Où c'était :

Je croyais que j'étais

Chez Yvonne de Galais